# NKイモツキ
NKイモツキ（NK Imotski）は、クロアチアのスプリト＝ダルマチア郡イモツキをホームタウンとするサッカークラブである。

## 歴史

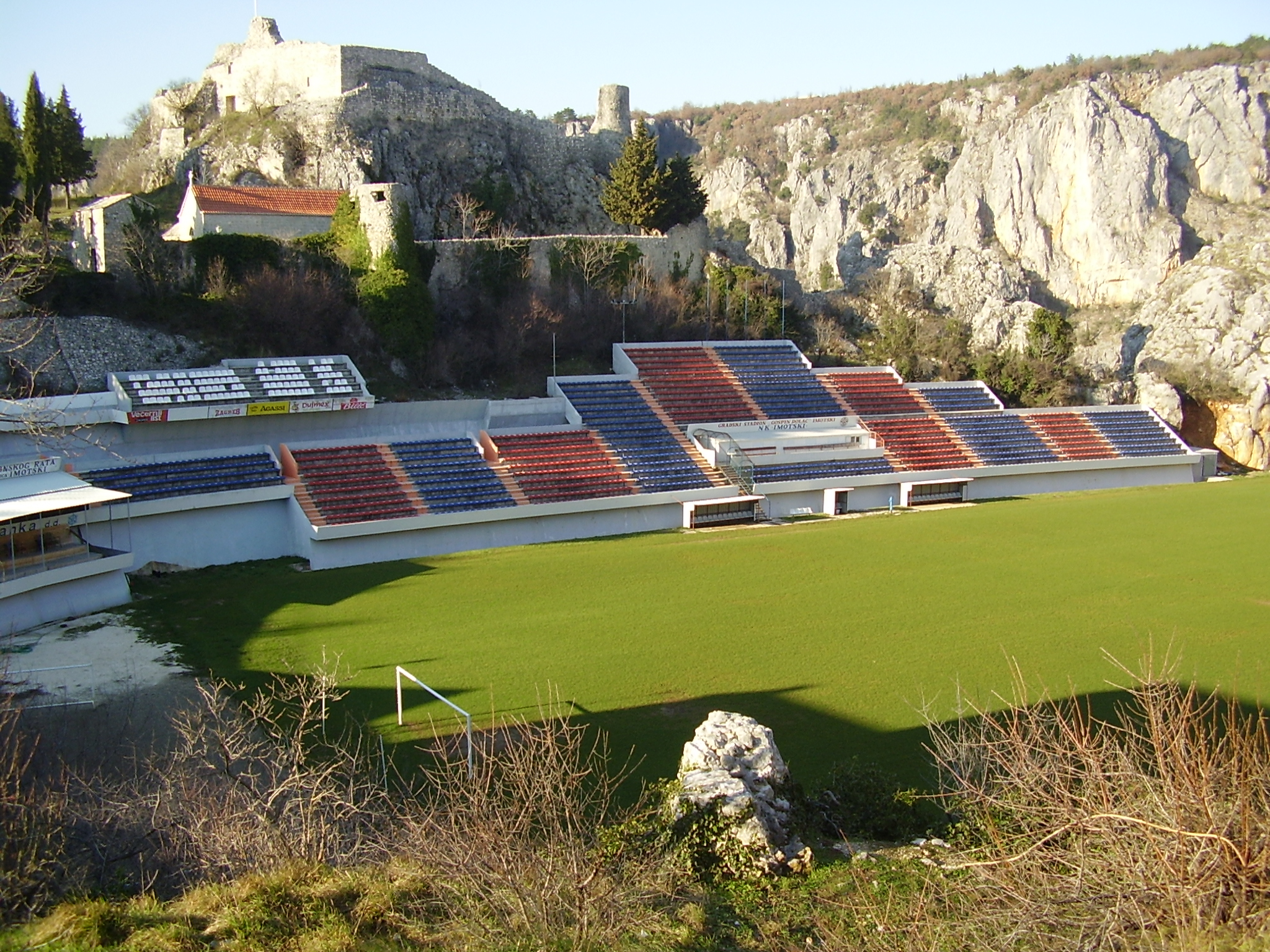
世界で最も美しいスタジアムの1つに選出されたことがあるスタディオン・ゴスピン・ドラツ

1991年3月31日に創設された。クラブ創設日は血まみれの復活祭 (Krvavi Uskrs) として知られるヨシプ・ヨヴィッチがクロアチア紛争の最初の犠牲者となった日でもある。最初の公式戦となったNKコニスコ戦はイモツキが5-1で勝利、この試合でクラブの公式戦初得点を記録したミリェンコ・ネナディッチはその後すぐにクロアチア紛争で亡くなった。
2002年1月にドルガHNLに所属していたイモツカ・クライナ (Imotska krajina) と合併、イモツカ・クライナに代わってドルガHNLに参加した。
2007年10月、ユニフォームに描かれたスポンサーの建設会社ゴイコ・ウンド・ユレ (Gojko Und Jure) のロゴ「gUj」について、大きな「U」の中に紋地が赤から始まるクロアチアの国章ではなく、クロアチア独立国 (NDH) で使用された白から始まる紋章が描かれており、ウスタシャの紋章を掲げる意図があったと指摘された。クラブのネディリコ・トロ会長は「スポンサー料が支払われている限り、gUjのロゴが描かれたユニフォームを着用する義務がある」「気分を害する人がいることは理解できるが、1つの文字と紋章のために貴重なスポンサーを手放すことはしない」と述べた。しかし、ドルガHNLのクラブ協会は国際サッカー連盟 (FIFA)、クロアチアサッカー連盟 (HNS) の規則、クロアチアの法律に違反しているとして、ゴイコ・ウンド・ユレが現在のロゴを使用する限り、ゴイコ・ウンド・ユレを宣伝することを止めなければならず、ユニフォームの他にスタジアム周辺の広告からもロゴを削除しなければならないと発表した。
ドルガHNLには10年以上所属し、2013年にトレチャHNLに降格した。2013-14シーズンにトレチャHNLで優勝、ドルガHNLに復帰した。2017年にトレチャHNLに降格、2017-18シーズンはトレチャHNL・南地域に所属した。
2017年8月16日にディナモ・ザグレブと協力関係を締結した。
2017年9月、ホームスタジアムのゴスピン・ドラツがBBCが選ぶ世界で最も美しい10のスタジアムの1つに選ばれた。ゴスピン・ドラツは他にも Copa 90、This Blog Rules、Oddee のスタジアム特集でも取り上げられたことがある。

## 獲得タイトル
- トレチャHNL：1回
  - 2013-14

## 歴代監督
- ヴィエラン・シムニッチ 2007-2008, 2009
- ミルコ・グラボヴァツ 2009-2013

## 歴代所属選手
- アンテ・レビッチ 2008-2010
- ミスラヴ・カログラン 2010, 2014